# Dmitrij Sergejevič Lihačov
Dmitrij Sergejevič Lihačov (rusko Дми́трий Серге́евич Лихачёв), sovjetski (ruski) jezikoslovec, filolog, pisatelj in akademik, * 28. november 1906, Sankt Peterburg, Ruski imperij (danes Rusija), † 30. september 1999, Sankt Peterburg.
Lihačov velja za enega najboljših ruskih učenjakov, ki je bil največji svetovni strokovnjak za staroruščino in književnost. 

## Življenje
Leta 1928 je diplomiral na Univerzi v Leningradu; tega leta je bil tudi aretiran zaradi svojega govora proti boljševističnim prenovam ruske ortografije. Zaradi tega je pristal za pet let v gulagu. 
Po izpustitvi se je vrnil v Leningrad, kjer je ustvarjal do konca svojega življenja. Napisal je več kot 500 del. Sam je zagovarjal, da je Rusija sestavni del Evrope in zavračal ideje o evroazijatski Rusiji.
Bil je član Bolgarske, Avstrijske, Sovjetske, Srbske, Madžarske in Ameriške akademije umetnosti in znanosti.
Prejel je častne doktorate naslednjih univerz: Univerza v Torinu, Univerza v Oxfordu, Univerza v Edinburghu, Univerza v Bordeauxu, Univerza v Zürichu, Univerza v Budimpešti, Univerza v Göttingenu, Karlova univerza in Univerza v Sieni.